# فرودگاه گرین‌لیک
فرودگاه گرین‌لیک (به انگلیسی: Green Lake Airport) یک فرودگاه خصوصی است که یک باند فرود چمن دارد و طول باند آن ۷۸۵ متر است. این فرودگاه در کشور کانادا قرار دارد و در ارتفاع ۱۰۸۲ متری از سطح دریا واقع شده‌است.